# Lorenzo Hervás
Lorenzo Hervás y Panduro, né le 1er mai 1735 à Horcajo de Santiago, province de Cuenca et décédé à Rome le 24 août 1809 , est un prêtre jésuite espagnol, philologue et écrivain. Il est l'un des principaux collaborateurs et auteurs de l'École Universaliste Espagnole du XVIIIe siècle.

## Biographie
Né le 10 mars 1735 à Horcajo de Santiago en Espagne, dans une famille rurale le jeune Lorenzo est orphelin de père dès sa prime enfance. Il n’en fait pas moins des études au collège jésuite de Villarejo de Fuentes. Il entre dans la Compagnie de Jésus le 29 septembre 1749 et fait son noviciat à Madrid. À la fin de sa formation spirituelle et académique (1752-1760), entre autres à Alcala de Henares, il est ordonné prêtre, sans doute en 1760. La date exacte n’est pas connue.
Le père Hervás commence son enseignement au collège jésuite de Cáceres (1760-1764). Il y fait bientôt preuve de talents exceptionnels comme pédagogue (du latin) et y commence déjà sa carrière d’écrivain. Tout en continuant l’enseignement, au séminaire des nobles à Madrid (1765-1766) et la philosophie à Murcie (1766) sa carrière se tourne de plus en plus vers l’écriture. De 1760 à 1767 il écrit un ‘Traité de cosmographie’, un ‘voyage au royaume de Pluton’ et un autre ’voyage sur la Lune’. Esprit brillant et encyclopédique il compose des volumes de géométrie supérieure et de trigonométrie, de calcul infinitésimal, d’architecture civile. Beaucoup de ses écrits furent perdus lorsque les Jésuites furent expulsés d’Espagne (1767).
Comme beaucoup de ses confrères il trouve refuge en Italie. Les déboires de la Compagnie de Jésus ne l’empêchent pas d’y faire sa profession religieuse définitive le 2 février 1769. Il se trouve alors à Cesena (Forlì), en Italie.  La Compagnie de Jésus est universellement supprimée en 1773. Le père Hervás est  alors engagé comme précepteur des enfants de la maison des Ghini. Il se trouve à Cesena qui est la patrie des deux papes contemporains :  Giovanni Angelo Braschi (plus tard Pie VI) et Barnaba Chiaramonti (futur Pie VII).
À cette époque, Hervas continue à publier des œuvres en espagnol. Il conçoit l’idée de l’élaboration en espagnol d’une ‘encyclopédie universelle’ à la manière des Lumières françaises, qu’il appelle ‘Idée de l’Univers’.  En 1775, il sollicite le soutien du gouvernement espagnol par l’intermédiaire du comte de Floridablanca. Il n’en reçoit aucune réponse mais n’en continue pas moins l’œuvre et publie trois premiers volumes qu’il envoie à Madrid, sans en obtenir aucune réaction. Sans se décourager le père Hervas continue son travail encyclopédique en italien. Ce seront les 21 volumes de l’Idea dell'Universo, (Cesena, 1778-1792). S'appuyant sur son travail encyclopédique, il finira par obtenir la permission de publier en deux tomes et en castillan une "Histoire de la vie des hommes" (Historia de la vida del hombre) ainsi qu'une cosmologie en quatre tomes "Voyage statique dans le monde planétaire" (Viaje estático al mundo planetario).
Au début du XIXe siècle il publie également un ‘Catalogue des langues des nations connues’, en cinq volumes (1800-1805), un travail linguistique qu’il avait commencé en 1784 en établissant la famille des langues austronésiennes.
À la suite de l'autorisation du roi d'Espagne du retour des jésuites en Espagne (à l'exception de Madrid) promulgué en 1798, il se rend à Barcelone en 1800 pour servir dans l'école pour sourds-muets fondée par le père Jean Albert i Marti Escuela Municipal de Sordomudos, école qui s'appuyait pédagogiquement sur une théorie développée par Hervas comme quoi il existerait une grammaire naturelle innée chez les sourds-muets.
Esprit à la curiosité encyclopédique insatiable et auteur de nombreux autres textes en italien et castillan, le père Hervas meurt à Rome le 24 août 1809.

## Écrits
- De'vantaggi e esvanttaggi dello stato temporale di Cesena (Cesena 1776)
- Idea dell'Universo, (Cesena, 1778-1792). La obra se divide en once tomos repartidos en 21 volúmenes y tres partes: Historia de la vida del hombre (ocho volúmenes), Elementos cosmográficos (ocho volúmenes) y, sobre todo, Lengua (cinco volúmenes).
- Analisi filosofico-teologica della natura della carita (Foligno 1792) (Análisis filosófico-teológico de la caridad, o sea, del amor de Dios)
- Virilità dell' Uomo (Virilidad del Hombre, en 4 volúmenes., 1779-80)
- Vecchiaja e morte dell' Uomo ("Envejecimiento y muerte del Hombre", 1780).
- Vocabolario, Poliglotto, con prolegomeni sopra più de CL lingue (1787).
- Viaggio estatico al Mondo planetario ("Viaje estático al mundo planetario", 1780, de la que después hará una versión revisada en español, Viaje estático al mundo planetario: en el que se observan el mecanismo y los principales fenómenos del cielo; se indagan las causas físicas, y se demuestran la existencia de Dios y sus admirables atributos, Madrid, Imp. de Aznar, 1793 y 1794, 4 vols.).
- Storia della Terra (Historia de la Tierra, 1781-83, en 6 volúmenes).
- Descripción del archivo de la Corona de Aragón, existente en la ciudad de Barcelona y noticia del archivo general de la Orden militar de Santiago en su convento de Uclés (Cartagena en 1801).
- Preeminencias y dignidad que en la militar Orden de Santiago tienen su prior eclesiástico y su casa matriz (Cartagena en 1801).
- Catálogo de las lenguas de las naciones conocidas y enumeración, división y clases de estas según la diversidad de sus idiomas y dialectos (Madrid, 1800 - 1805, seis vols.).
- Gramáticas abreviadas de las dieciocho lenguas principales de América.
- Escuela española de Sordomudos o arte para enseñarles a escribir y hablar el idioma español (Madrid, 1795, 2 vols.) y un Catecismo de doctrina cristiana.
- Historia de la vida del hombre (Madrid, 1789 a 1799, siete vols.),
- Viaje estático al mundo planetario (Madrid, 1793 a 1794).
- El hombre físico.
- Biblioteca jesuítica-española
- Causas de la revolución de Francia, 1807.